# Szeminárium (teológia)
Szeminárium (a. m. magvetés) olyan oktatási intézmény, ahol a tanulóknak teológiát, szentírást tanítanak; általában felkészítik őket a keresztény egyházi vagy más vallási szolgálatra. Bizonyos egyházakban a papnevelés helye és intézménye.

## Katolikus egyház
A római katolikus egyházban megkülönböztetnek kis- és nagyszemináriumot.
A nagyszeminárium (latinul seminarium maior, általános szóhasználatban: szeminárium) a katolikus egyházban a papnevelő intézet (régiesen: papnevelde) szinonimája. A papnevelés kötelező színhelye. Vagyis olyan sajátos felsőfokú, bennlakásos oktatási és nevelési intézmény, amely a papságra készülőket képzi hivatásukra. Az egyházjogi előírások szerint a papképzésnek legalább három éven keresztül szemináriumban kell történnie. 
Általában minden egyházmegyében, ahol lehetséges, létrehoznak szemináriumot, de léteznek úgynevezett egyházmegyeközi szemináriumok, ahol több egyházmegye papnövendékeit képzik.
A szemináriumokban lelki és tanulmányi képzés történik. A tanulmányi képzés azonban a szemináriumon kívül is történhet, ahol külön főiskolai vagy egyetemi teológiai képzés lehetősége biztosított.
A lelki képzés célja a lelkipásztori munkára történő előkészítés, a megfelelő lelkiség kifejlesztése a papnövendékekben.
A tanulmányi képzés, az oktatás (amelynek legalább hat éven át kell történnie), filozófiai és teológiai tanulmányokra tagozódik. A főbb teológiai tárgyak: szentírástudomány, dogmatika, erkölcstan, lelkipásztorkodástan, egyházjog, egyháztörténelem, de a teológián más segéd- és szaktudományokat is tanítanak.
A szemináriumok nevelői testületének tagjai: a rektor (a szeminárium igazgatója), a spirituális (lelkiigazgató, a lelki képzés irányítója), a prefektus (fegyelmi elöljáró, felügyeli a növendékek tanulmányi ügyeit is), a vicerektor (a rektor helyettese, a magyar gyakorlatban gyakran egyúttal gondnok), a gondnok (a szeminárium anyagi ügyeit intézi és igazgatja az alkalmazottakat). Tanárai a teológiai tanárok.
A szeminárium növendékeinek szokásos elnevezései: papnövendékek, kispapok, szeminaristák.
A trianoni békeszerződés utáni Magyarországon, 1950-ig tizenkét egyházmegyei szeminárium és egy központi (egyházmegyeközti) papnevelő intézet volt. A Rákosi-korszakban a szemináriumok számát hatra csökkentette az állam, mégpedig a Központi Papnevelő Intézetre, és öt egyházmegyei szemináriumra: az esztergomi, az egri, a szegedi és a győri római katolikus, valamint a nyíregyházi görögkatolikus szemináriumra. 2010-ben a budapesti Központi Papnevelő Intézeten kívül nyolc püspöki székhelyen (a fent említettek mellett Pécsett, Veszprémben és Vácott) működnek papnevelő intézetek.
A kisszeminárium (lat. seminarium minor) olyan nevelő és oktatási intézmény, melyben a középfokú humán és reáloktatás mellett nagy súlyt fektetnek a lelki/vallási képzésre is. Alapvetően a hivatásgondozást, és nem közvetlenül a papképzést szolgálja. – Gyakorlatilag nagyrészt olyan középiskolások látogatják, akikben már korán felmerült, hogy esetleg a későbbiekben a papi hivatást választják. A kisszemináriumi képzés alapján megalapozottabban dönthetnek arról, hogy a középfokú oktatást követően valóban egy papnevelő intézetben kívánnak-e továbbtanulni, a papságot választva élethivatásuknak. – Magyarországon, az egyházi iskolák 1948-ban történt államosítása előtt, szinte valamennyi egyházmegyének volt kisszemináriuma.

## Judaizmus
A rabbinikus zsidó vallás a katolikus egyházhoz hasonló modern rabbinikus képzési modelleket fogadott el. A "rabbinikus szeminárium" vagy a "zsidó szeminárium" kifejezéseket használják oktatási képzéseik megnevezésére.

## Galéria

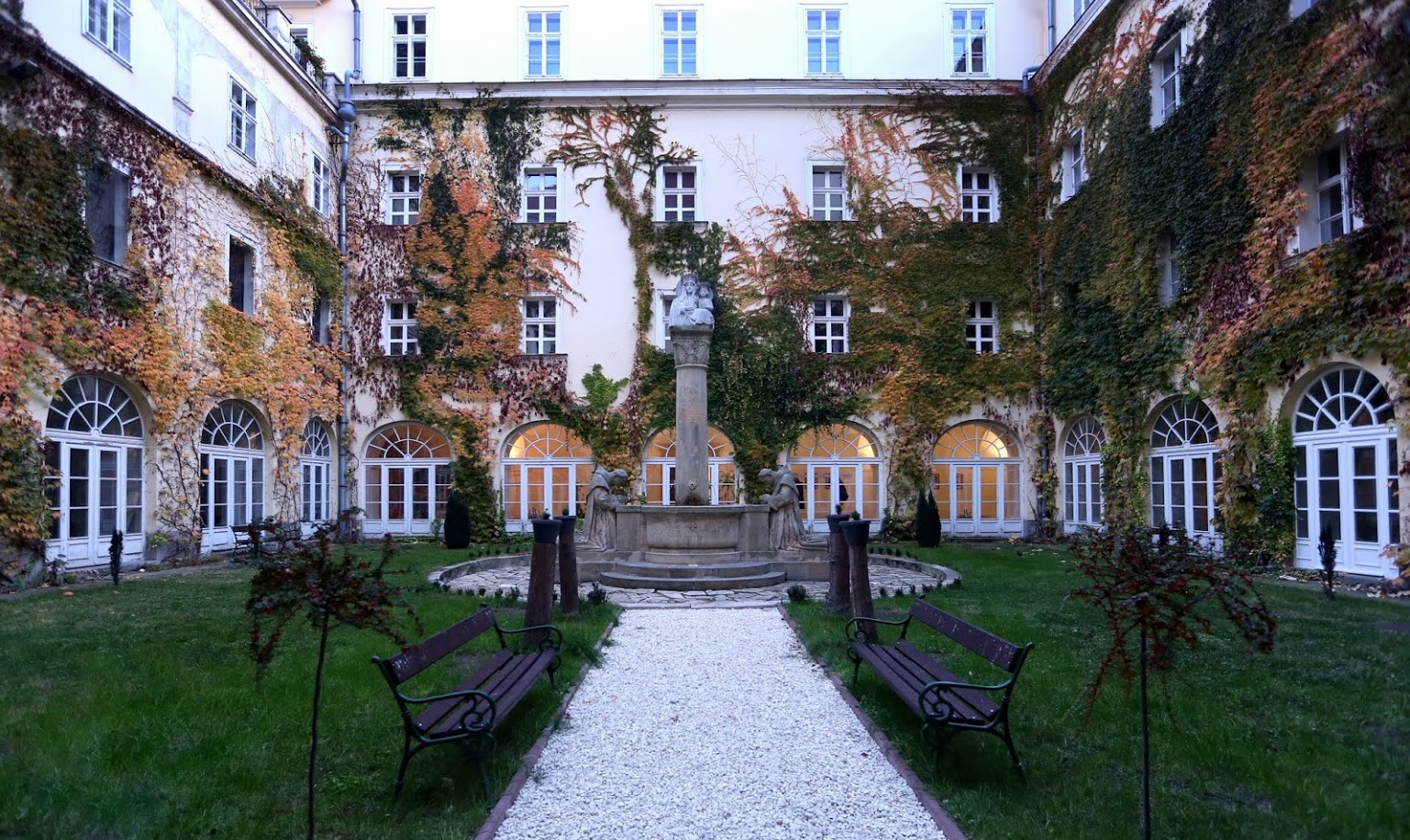
A Központi Szeminárium épülete és belső udvara
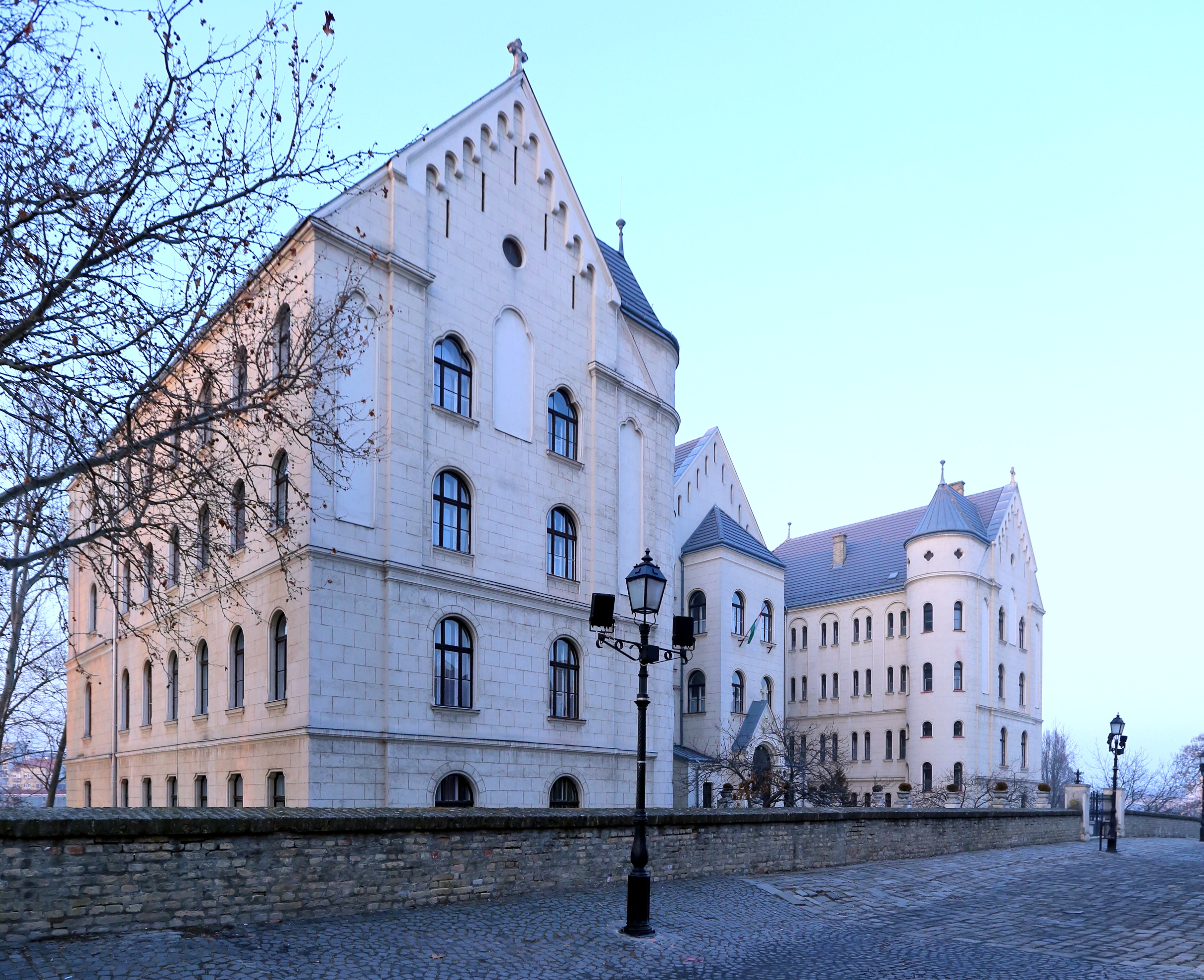
A Győri Szeminárium épülete